# Кени Макаскил
Кени Макаскил (енгл. Kenny MacAskill; гел. Coinneach MacAsgaill, енгл. Kenny MacAskill; Единбург, 28. април 1958) је шкотски адвокат и политичар Шкотске националне странке Pàrtaidh Nàiseanta na h-Alba(Pàrtaidh Nàiseanta na h-Alba), а после 2007. министар правде у шкотској мањинској влади Алекса Салмонда.

## Биографија
Студирао је на Универзитету у Единбургу.

## Политика
20. августа 2009. Кени Макаскил је пустио Абдела Басета ал-Меграхиа, који је био осуђен за атентат у Локрби, али Либија га је сматрала политичком затвореником. Разлог за опроштај је била чињеница да ал-Меграхи болује од смртоносног рака и да лекари верују да ће живети још само неколико месеци. Хилари Клинтон је о томе разговарала са министром, и Сједињене Државе су вршиле притисак да он не буде пуштен.
Министар каже да су шкоти дефинисани човечношћу и да ал-Меграхиа очекује виша правда - он умире.

## Књиге
- (са Хенри Маклеиш)